# گواتکه
گواتکه (انگلیسی: Guateque) نام شهری در کشور کلمبیا است.